# تپه ساری قامیش سمینه رود
تپه ساری قامیش سمینه رود در شهرستان بوکان، شمال ساری قامیش واقع شده و این اثر در تاریخ ۱ فروردین ۱۳۴۷ با شمارهٔ ثبت ۸۱۴ به‌عنوان یکی از آثار ملی ایران به ثبت رسیده است.